# Один маленький ночной секрет
«Один маленький ночной секрет» — художественный фильм российского режиссёра Наталии Мещаниновой, главные роли в котором сыграли Тася Калинина и Степан Девонин. Премьера картины состоялась в 2023 году.

## Сюжет
Главная героиня фильма — 14-летняя Мира, внешне вполне благополучный подросток, у которого есть, согласно официальному синопсису, «один маленький ночной секрет».

## В ролях
- Таисья Калинина
- Лиза Запорожец
- Олег Савостюк
- Степан Девонин

## Создание
Фильм был снят при поддержке Министерства культуры РФ, Фонда развития современного кинематографа «Кинопрайм», принадлежащего Роману Абрамовичу, и фонда Хуберта Балса. Производством занималась компания СТВ, продюсерами были Сергей Сельянов, Наталья Дрозд, Татьяна Бонакова. Режиссёр Наталия Мещанинова ещё в 2021 году рассказала, что «Один маленький ночной секрет» будет снят в формате новогодней сказки. Премьера состоялась в январе 2023 года на кинофестивале в Роттердаме в рамках программы BIG SCREEN.
Продюсер фильма Наталья Дрозд охарактеризовала свою картину как «концентрацию авторской боли, опыта, смелости… по-настоящему важное высказывание, не только в кинематографическом, но и в социальном, гуманитарном смысле. Ни в коем случае этот фильм не будет „социалкой“ — Наташа очень тонкий автор, работающий с нюансами и избегающий черно-белой палитры. Это будет очень деликатное, прозрачное, даже нежное кино. И тем сильнее сработает его финал — когда зритель поймет, в чём же именно заключается „один маленький ночной секрет“ главной героини».

## Отзывы и оценки
Фильм получил восторженные отзывы в прессе и ни одной отрицательной рецензии. О нём писали: «Горячая тема ... разработана в сценарии и снята неожиданно — нежно, хрупко» («Искусство кино»), «правдоподобные, полные мата и резкостей диалоги, яркие возрастные конфликты и проработанная до каждой детали психология юных бунтарей» (Film.ru), «Фильм удивительной красоты и невинности» («Сеанс»).
«Один маленький ночной секрет» попал в список самых ожидаемых фильмов года по версии «ПрофиСинема».
На XVII Международном кинофестивале «Зеркало» в июле 2023 года «Один маленький ночной секрет» получил приз зрительских симпатий. Картина также названа лучшей в конкурсе игрового кино IV Международного кинофестиваля Lendoc Film Festival, учрежденного студией «Лендок».
По итогам года некоторые издания, в частности «Афиша», «Собака.ру» и «Труд», включили фильм в свои списки лучших российских фильмов года. Журнал «Сноб» назвал его лучшим российским фильмом 2023 года . «Один маленький ночной секрет» получил российскую премию «Белый слон» в номинации «Лучший сценарий» (Наталия Мещанинова).